# Setrokalangan
Setrokalangan is een bestuurslaag in het regentschap Kudus van de provincie Midden-Java, Indonesië. Setrokalangan telt 2235 inwoners (volkstelling 2010).